# マーク・ゴードン
マーク・ゴードン（Mark Gordon、1956年10月10日 - ）は、アメリカ合衆国の映画、テレビプロデューサーである。

## 生い立ち
バージニア州ニューポートニューズで生まれる。ニューヨーク大学映画学部を卒業した。

## キャリア
1980年代よりテレビシリーズやテレビ映画のプロデューサーとして活動している。1989年に『悪魔のジャンクハンター』で映画プロデューサーデビューする。
1994年に製作映画『スピード』が公開され、世界興行収入が3億ドルを超すヒット作となった。1998年のスティーヴン・スピルバーグ監督による戦争映画『プライベート・ライアン』ではアカデミー作品賞などにノミネートされた。
2000年には『パトリオット』でローランド・エメリッヒ監督とコンビを組み、その後も『デイ・アフター・トゥモロー』（2004年）、『紀元前1万年』（2008年）、『2012』（2009年）でも共同した。特に『2012』は全世界での興行収入が7億6000万ドルを超え、ゴードンのキャリアで最大のヒット作となった。
また2000年代後半には『グレイズ・アナトミー 恋の解剖学』、『プライベート・プラクティス 迷えるオトナたち』、『クリミナル・マインド FBI行動分析課』などのテレビシリーズを成功させている。
ホーク・コーチと共に全米製作者組合の会長を務めている。

## 私生活
1997年にカナダの社会起業家で元モデルのカレン・ヴィルヌーヴと結婚したが、2003年に別居し、2006年に離婚した。両者は2人の娘をもうけている。

## フィルモグラフィ

### 映画
- 悪魔のジャンクハンター Brothers in Arms (1989) 製作
- 微笑みがえし Opportunity Knocks (1990) 製作
- 赤い殺意 Traces of Red (1992) 製作
- スウィング・キッズ Swing Kids (1993) 製作
- Fly by Night (1993) 製作
- 脅迫 Trial by Jury (1994) 製作
- スピード Speed (1994) 製作
- 恋する放火犯 A Pyromaniac's Love Story (1995) 製作
- ブロークン・アロー Broken Arrow (1996) 製作
- ジャッカル The Jackal (1997) 製作総指揮
- スピード2 Speed 2: Cruise Control (1997) 製作総指揮
- レリック The Relic (1997) 製作総指揮
- プライベート・ライアン Saving Private Ryan (1998) 製作
- ブラック・ドッグ Black Dog (1998) 製作総指揮
- ポーリー Paulie (1998) 製作
- フラッド Hard Rain (1998) 製作
- シンプル・プラン A Simple Plan (1998) 製作総指揮
- All the Rage (1999) 製作総指揮
- ヴァイラス Virus (1999) 製作総指揮
- イズント・シー・グレート Isn't She Great (2000) 製作総指揮
- パトリオット The Patriot (2000) 製作
- Self Storage (2002) 製作総指揮
- リーグ・オブ・レジェンド/時空を超えた戦い The League of Extraordinary Gentlemen (2003) 製作総指揮
- デイ・アフター・トゥモロー The Day After Tomorrow (2004) 製作
- Laws of Attraction (2004) 製作総指揮
- ホステージ Hostage (2005) 製作
- Life of the Party (2005) 製作総指揮
- ザ・スナイパー The Matador (2005) 製作総指揮
- カサノバ Casanova (2005) 製作
- Prime (2005) 製作総指揮
- Winter Passing (2005) 製作総指揮
- The Painted Veil (2006) 製作総指揮
- ザ・ホークス ハワード・ヒューズを売った男 The Hoax (2006) 製作
- Talk to Me (2007) 製作
- 紀元前1万年 10,000 B.C. (2008) 製作
- Heart of a Dragon (2008) 製作総指揮
- メッセンジャー The Messenger (2009) 製作
- 12 ラウンド 12 Rounds (2009) 製作
- 2012 2012 (2009) 製作
- ミッション: 8ミニッツ Source Code (2011) 製作
- オフィシャル・シークレット Official Secrets (2019) 製作総指揮
- AWAKE/アウェイク Awake (2021) 製作総指揮
- ナイル殺人事件 Death on the Nile (2022) 製作

### テレビ
- How to Be a Perfect Person in Just Three Days (1983) テレビ映画、製作
- ABC Afterschool Special (1984–1985) テレビシリーズ、2話製作
- CBS Schoolbreak Special (1985–1995) テレビシリーズ、1話監督
- CBS Summer Playhouse (1987) テレビシリーズ、製作
- Double Switch (1987) テレビ映画、製作
- Love Kills (1991) テレビ映画、製作総指揮
- Lightning Field (1991) テレビ映画、製作総指揮
- The Man Who Wouldn't Die (1994) テレビ映画、製作総指揮
- ザ・リッパー The Ripper (1997) テレビ映画、製作総指揮
- 殺しのターゲット Footsteps (2003) テレビ映画、製作総指揮
- バンデラスの英雄パンチョ・ヴィラ And Starring Pancho Villa as Himself (2003) テレビ映画、製作総指揮
- ルーズベルト 大統領の保養地 Warm Springs (2005) テレビ映画、製作総指揮
- LAX LAX (2004-2005) テレビシリーズ、製作総指揮
- A House Divided (2006) テレビ映画、製作総指揮
- Army Wives (2007-2010) テレビシリーズ、製作総指揮
- REAPER デビルバスター Reaper (2007-2009) テレビシリーズ、製作総指揮
- プライベート・プラクティス 迷えるオトナたち Private Practice (2007-2011) テレビシリーズ、製作総指揮
- クリミナル・マインド FBI行動分析課 Criminal Minds (2005-2011) テレビシリーズ、製作総指揮
- グレイズ・アナトミー 恋の解剖学 Grey's Anatomy (2005-2011) テレビシリーズ、製作総指揮
- クリミナル・マインド 特命捜査班レッドセル Criminal Minds: Suspect Behavior (2011) テレビシリーズ、製作総指揮
- クワンティコ/FBIアカデミーの真実 Quantico (2015 - ) テレビシリーズ、製作総指揮
- サバイバー: 宿命の大統領 Designated Survivor (2016 -2019 ) テレビシリーズ、製作総指揮